# دایره مخابرات عمومی
دایره مخابرات عمومی (به عربی: دائرة المخابرات العامة) سرویس امنیت و اطلاعات اردن هاشمی است. از سازمان امنیت اردن به عنوان یکی از قوی‌ترین سازمان‌های اطلاعاتی جهان عرب یاد می‌شود.